# Gadodiamide
Gadodiamide là một thuốc cản quang cộng hưởng từ dựa trên gadolinium, được sử dụng trong các thủ tục hình ảnh MR để hỗ trợ hình ảnh của các mạch máu. Nó thường được bán trên thị trường dưới tên thương mại Omniscan.

## Công dụng

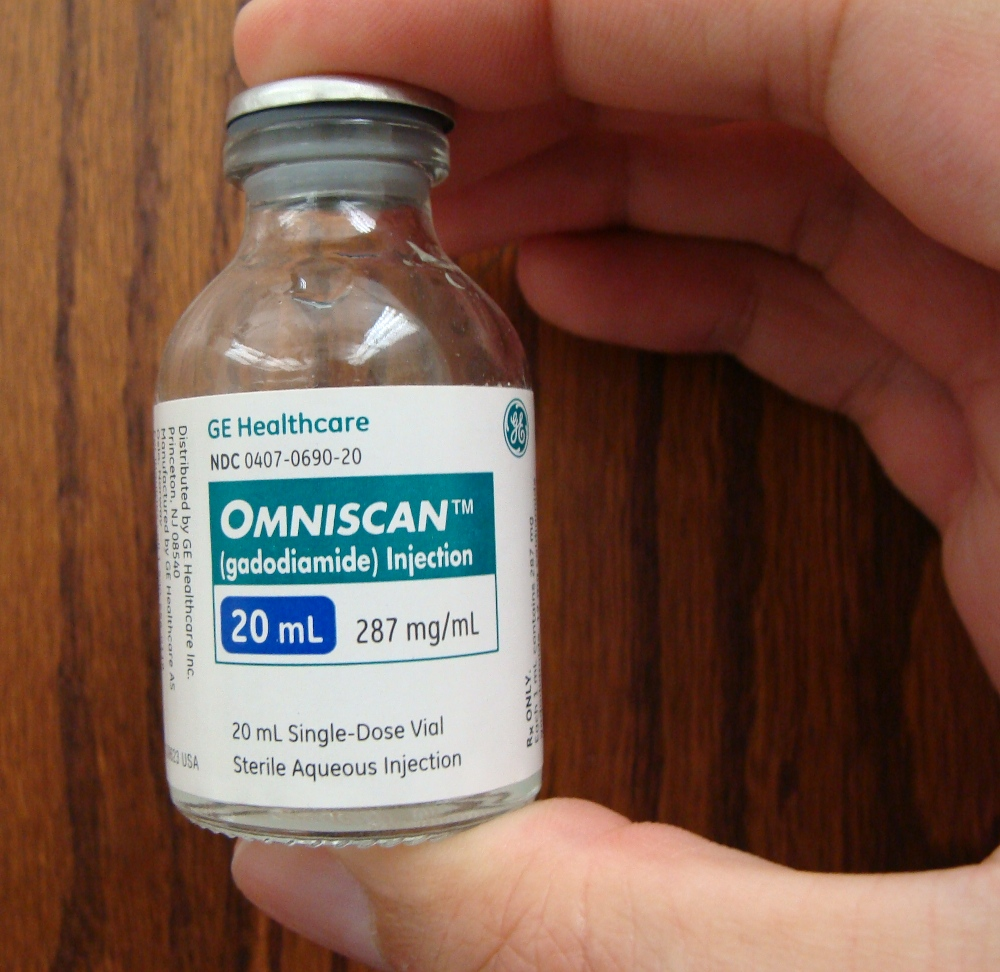
Một chai chất tương phản Omniscan.

Gadodiamide là một ví dụ thuốc tương phản trung bình sử dụng cho sọ và cột sống chụp cộng hưởng từ (MRI) và MRI chung của cơ thể sau khi tiêm tĩnh mạch. Sản phẩm cung cấp sự tăng cường độ tương phản và tạo điều kiện trực quan hóa các cấu trúc hoặc tổn thương bất thường ở các bộ phận khác nhau của cơ thể bao gồm cả hệ thống thần kinh trung ương (CNS). Nó không vượt qua hàng rào máu não nguyên vẹn nhưng có thể giúp tăng cường trong điều kiện bệnh lý.

## Tác dụng phụ
Nó đã được liên kết với một phản ứng độc hại được gọi là xơ hóa hệ thống nephrogenic (NSF) ở một số người có vấn đề nghiêm trọng về thận. Không có trường hợp đã được nhìn thấy ở những người có chức năng thận bình thường.
Một nghiên cứu năm 2015 đã tìm thấy lượng dấu vết của gadolinium trong mô não của những người đã sử dụng gadodiamide. Điều này có ý nghĩa không xác định.
Ở Hoa Kỳ, có những khuyến nghị rằng người ta không cần phải ngừng hoặc thay đổi việc cho con bú trong khi ở Châu Âu, người mẹ được khuyên nên vứt bỏ 24 giờ sữa mẹ.